# Terra incognita
Pour les articles homonymes, voir Terra incognita (homonymie).

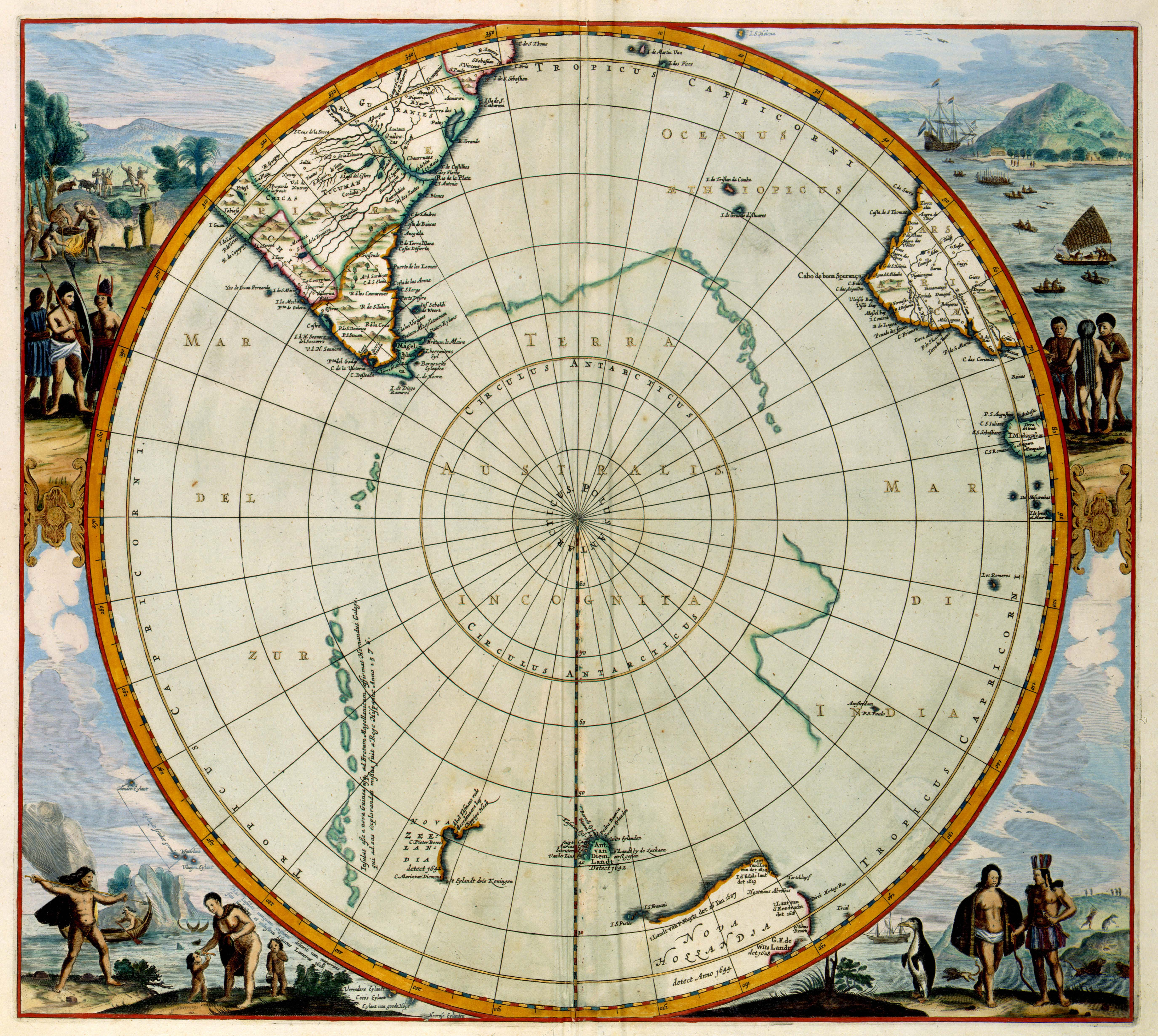
Une carte représentant la terra australis incognita.

Une terra incognita (du latin signifiant « terre inconnue ») est un territoire qui n'a pas encore été exploré par l'Homme, ou par les explorateurs, voyageurs et marchands européens. Les anciens chroniqueurs mentionnent souvent aussi des arva vacua.
L'expression terra incognita est liée à la découverte et aux grands espaces, elle est donc fréquemment utilisée dans le domaine de la connaissance et de la recherche,.

## Origines de l'expressionTerra incognita
Cette inscription figurait sur les cartes géographiques, notamment les mappemondes, pour désigner les terres situées au-delà des zones connues par les Européens.
Ainsi, l'Afrique intérieure (bassin du Congo notamment) a très longtemps été considérée comme terra incognita, de même que les espaces situés au sud de la Nouvelle-Zélande (terra australis incognita, « terre australe inconnue »). 
Les cartographes nourrissaient de nombreux mythes sur ces territoires qu'ils retranscrivaient dans leurs cartes. Ils écrivaient par exemple sur ces zones : hic sunt dracones (« ici, il y a les dragons » en latin) ou bien se contentaient de dessiner des créatures fantastiques, des serpents de mer géants par exemple.

## Recul des terres inconnues
Dès 1830, les explorations se sont multipliées et l'expansion coloniale a favorisé la découverte des derniers territoires non explorés. Ainsi, des explorateurs, dont notamment David Livingstone, ont découvert l'Afrique centrale et orientale et le bassin du Congo.
Avec le développement des sociétés de géographie, au XIXe siècle, la mention de terra incognita a peu à peu disparu des cartes.
De nos jours, il semble ne plus exister de territoires réellement jamais explorés par l'homme, hormis de nombreux territoires souterrains et fonds marins. Dès lors le terme est utilisé de manière plus figurée. Ainsi, une matière peut être terra incognita pour une personne si elle excède le champ de ses connaissances.